# Constantin David (boxer)
Constantin David (n. 25 decembrie 1912) este un boxer român care a concurat la Jocurile Olimpice de vară din 1936.
El a obținut locul 4 la Campionatul European de box de la Budapesta, la categoria ușoară (61,2 kg), după ce a fost învins în semifinală, la puncte, de ungurul Imre Harangi și în finala mică, prin neprezentare, de germanul Karl Schmedes. . 
La Jocurile Olimpice din 1936, el a fost eliminat în prima rundă la categoria ușoară după ce a pierdut în fața italianului Mario Facchin. 